# Arco abatido

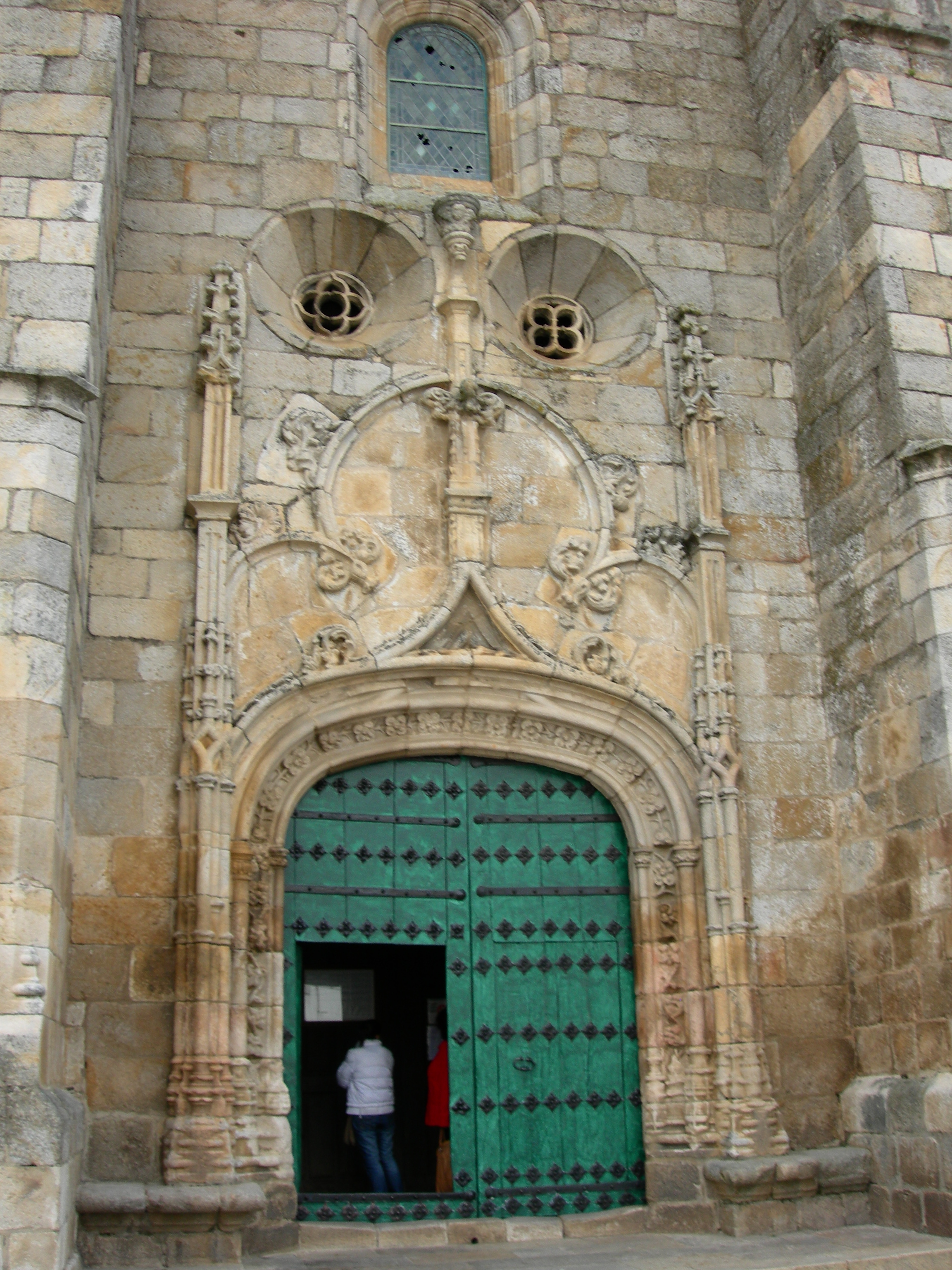
Arco abatido no portal manuelino da Igreja Matriz de Freixo de Espada à Cinta

Arco abatido, arco de volta abatida, arco asa de cesto ou sarapanel é um tipo de arco de forma mais achatada que o arco de volta inteira, em que o valor da flecha  é inferior à metade da largura do vão (ou seja, inferior ao raio de uma circunferência cujo diâmetro fosse o vão) formado pela concordância de vários arcos não concêntricos e sempre em número ímpar (geralmente 3, 5, 7 ou 9 centros). Com o aspeto semelhante a uma elipse cortada longitudinalmente, o seu achatamento será tanto maior quanto o número de curvas com centros diferentes a compô-lo.
Pode ser aplicado em vários elementos arquitectónicos e artísticos, como portais, janelas, retábulos, etc.
Surgiu, enquanto solução arquitectónica, no período do Gótico ou Gótico flamejante, até ao Renascimento, embora ainda marque presença no Barroco.

## Exemplos
- Portal manuelino da Igreja Matriz de Freixo de Espada à Cinta;
- Janelas da fachada da Sé de Lamego;